# Mosche Weinberg

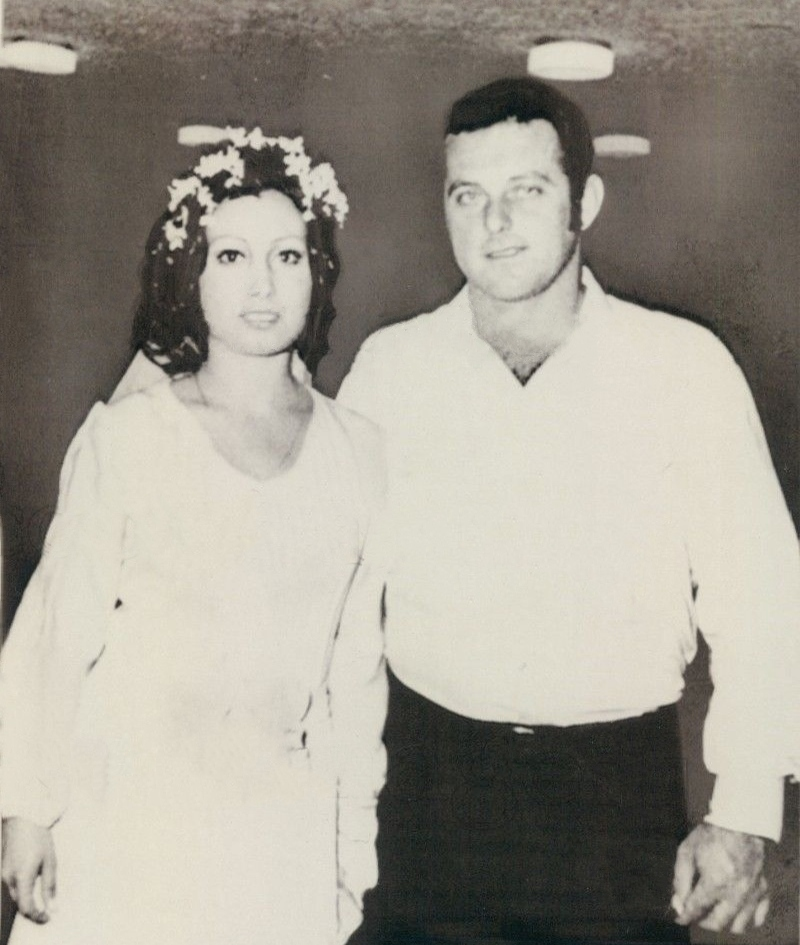
Mosche Weinberg mit Frau 1971

Mosche Weinberg (hebräisch משה ויינברג, auch Weinberger; * 15. September 1939 in Haifa; † 5. September 1972 in München) war der Trainer des israelischen Ringerteams und der Mannschaft von Hapoel Tel Aviv. Er wurde beim Münchner Olympia-Attentat von palästinensischen Terroristen ermordet.
Weinbergs Eltern waren 1938 vor den Nazis aus Wien nach Palästina geflüchtet. Er wurde israelischer Jugendmeister im Ringen und hielt auch über mehrere Jahre den Meistertitel bei den Erwachsenen. Seine Karriere begann er bei Hapoel Haifa. Die Trainerausbildung erfolgte im Wingate Institut.
Weinberg wurde während der Geiselnahme von München 1972 mit zehn weiteren Sportlern als Geiseln genommen und gleich zu Beginn bei einem Handgemenge verletzt. Wenig später unternahm er einen Fluchtversuch und wurde dabei erschossen, während seinem Mannschaftskollegen Gad Tsobari die Flucht gelang.
Weinbergs Sohn Guri Weinberg, ein israelischer Schauspieler, stellte seinen Vater in Steven Spielbergs Film München (2005) dar.